# Sport à Roubaix
Dans le nord de la France, Roubaix est l’une des cités qui a développé le plus rapidement le sport. Dès 1860, se crée une société hippique. Mais c’est surtout dans les années 1880 que le football se développe sous l’impulsion de quelques fils d’industriels, soucieux de modernité et fascinés par le modèle britannique alors à son apogée. Parallèlement, la ville est l’une des premières à ouvrir une salle de gymnastique. 
Si Roubaix est célèbre pour son vélodrome où est disputée chaque année l'arrivée de Paris-Roubaix, la ville possède également des clubs dans plusieurs sports, certains ayant brillé au niveau national il y a plusieurs années.

## Évolution du sport à Roubaix
- 1878. construction du gymnase de Roubaix
- Années 1880. développement du football à Roubaix
- 1881. ouverture d’une école de natation à Roubaix
- 1892. fondation du Cyclist Club de Roubaix
- 1895. fondation du Racing Club de Roubaix
- 1896. 1er Paris-Roubaix
- 1901. fondation de l’Académie de boxe à Roubaix
- 1902-1908. le Racing Club de Roubaix six fois champion de France de football
- 1911. rencontre France-Angleterre à Roubaix
- 1914. création du parc municipal des sports de Roubaix
- 1924. Construction de la piscine de Roubaix

## Les clubs du passé

### Football
- 1928-1944. Excelsior Athlétic Club de Roubaix.
- 1944-1970. incorporé au sein du CO Roubaix-Tourcoing.
- 1970-1977. Excelsior Athlétic Club de Roubaix.
- 1977-1990. Roubaix Football
- 1990-1995. Stade Club Olympique de Roubaix (SCOR).
- 1996-.... SCO Roubaix 59

- 1895-1945. Racing Club de Roubaix Meilleur club de France dans las années 1900-1910
- 1945-1970. CO Roubaix-Tourcoing fusion de trois grands clubs : le Racing Club de Roubaix, l'Excelsior Athlétic Club de Roubaix et l'Union Sportive de Tourcoing et d'un petit club, l'US Roubaix. Il fut champion de France 1947.

## Paris-Roubaix
L'enfer du Nord est l'attraction sportive principale de l'année à Roubaix.
La course se dispute début avril (1 semaine après le Tour des Flandres) et emprunte des secteurs pavés difficiles.
Depuis 1968, elle ne part plus de Paris mais de Compiègne.